# Nintendo Switch 2
Nintendo Switch 2 là một máy chơi game lai do Nintendo phát triển. Đây là phiên bản kế nhiệm của Nintendo Switch được công bố vào ngày 16 tháng 1 năm 2025 và được phát hành vào ngày 5 tháng 6 năm 2025.

## Lịch sử
Nintendo đã phát hành Nintendo Switch bản đầu tiên vào tháng 3 năm 2017, một phiên bản được phát triển sau thất bại thương mại của Wii U. Switch được quảng bá như một hệ máy console lai, có thể sử dụng ở ba chế độ: cầm tay, để bàn và kết nối với dock, với các tay cầm Joy-Con có thể tháo rời khỏi thân máy để phù hợp với từng chế độ. So với các hệ máy console khác trên thị trường vào thời điểm đó, bao gồm PlayStation 4 và Xbox One, Switch sử dụng phần cứng tính toán kém mạnh hơn nhằm giữ giá thành sản phẩm thấp, nhưng vẫn đủ khả năng để vận hành các loại trò chơi mà Nintendo thường phát hành; đây là một phần trong chiến lược đại dương xanh dài hạn của công ty nhằm tạo sự khác biệt so với các nhà sản xuất máy chơi game khác. Switch đã trở thành máy chơi game gia đình bán chạy nhất của Nintendo và đến năm 2023, trở thành máy chơi game bán chạy thứ ba mọi thời đại, chỉ sau PlayStation 2 và Nintendo DS. Vào thời điểm Switch 2 được công bố vào tháng 1 năm 2025, Switch đã bán được hơn 146 triệu chiếc trên toàn thế giới.
Trước khi Nintendo chính thức công bố, những tin đồn trong ngành về một phiên bản cao cấp kế nhiệm Switch đã bắt đầu xuất hiện từ năm 2019, mặc dù nhiều thông tin trong số đó sau này được xác nhận là đã được tích hợp vào mẫu máy Switch OLED. Vào tháng 7 năm 2023, trang Video Games Chronicle đưa tin rằng Nintendo đã gửi bộ công cụ phát triển phần mềm cho hệ máy console tiếp theo của mình đến các đối tác phát triển và rằng công ty muốn tránh tình trạng thiếu hụt hàng hóa như đã xảy ra với các hệ máy console thế hệ thứ chín như PlayStation 5 và Xbox Series X/S đã gặp phải khi ra mắt. Nintendo đã giới thiệu máy mới trong một buổi thuyết trình kín tại Gamescom vào tháng 8; trong số các bản demo công nghệ có một phiên bản của trò chơi Switch The Legend of Zelda: Breath of the Wild (2017), hoạt động với tốc độ khung hình và độ phân giải cao hơn, cùng với bản demo Unreal Engine 5 The Matrix Awakens (2021).
Trong phiên hỏi đáp với các cổ đông vào tháng 6 năm 2023, chủ tịch Nintendo Shuntaro Furukawa tuyên bố công ty đang tìm cách đảm bảo quá trình chuyển đổi giữa Switch và bản kế nhiệm của nó sẽ diễn ra suôn sẻ đối với người tiêu dùng, đồng thời dự định giữ lại hệ thống Tài khoản Nintendo. Khả năng tương thích ngược là một phần quan trọng trong thiết kế của Switch 2, công ty cho biết trong thông báo về hệ máy console này rằng "Nintendo Switch được nhiều người tiêu dùng sử dụng và chúng tôi quyết định rằng hướng đi tốt nhất là đảm bảo người dùng có thể tiếp tục chơi các tựa game Switch mà họ đã mua trên hệ máy kế nhiệm."
Vào ngày 7 tháng 5 năm 2024, ông Furukawa chính thức thừa nhận rằng Nintendo đang phát triển phiên bản kế nhiệm của Switch, đồng thời cho biết thêm thông tin sẽ được công bố vào năm tài chính đó. Những tin đồn về một hệ máy console mới tiếp tục lan rộng trong suốt năm 2024, và tại Hội chợ Điện tử Tiêu dùng 2025 vào đầu tháng 1, một số nhà cung cấp phụ kiện của bên thứ ba trưng bày các thiết bị dự kiến sẽ tương thích với hệ máy kế nhiệm. Điều này khiến Nintendo phải đưa ra tuyên bố rằng không có bản mẫu nào được sử dụng tại sự kiện là bản chính thức.
Vào ngày 16 tháng 1 năm 2025, Nintendo Switch 2 đã được công bố chính thức thông qua các kênh của Nintendo, giới thiệu thiết kế mới cùng với tay cầm Joy-Con có tính năng gắn từ tính, cũng như một đoạn video ngắn về trò chơi Mario Kart. Một buổi Nintendo Direct phát trực tiếp tập trung vào hệ máy console này sẽ diễn ra vào ngày 2 tháng 4 năm 2025. Nintendo dự định tổ chức một loạt sự kiện trên toàn thế giới từ tháng 4 đến tháng 6 năm 2025 để người chơi có thể trải nghiệm hệ máy trước khi nó chính thức ra mắt. Ông Furukawa cho biết công ty đang chuẩn bị kỹ lưỡng cho việc phát hành Switch 2 nhằm ngăn chặn tình trạng bán lại quá mức cho các đại lý hoặc dân đầu cơ vốn là vấn đề đã từng xảy ra với các sản phẩm phần cứng trước đây của Nintendo.
Ban đầu, máy chơi game này dự kiến ra mắt vào cuối năm 2024. Tuy nhiên, vào tháng 2, Bloomberg News đưa tin rằng Nintendo đã thông báo với các nhà phát hành rằng họ sẽ hoãn ngày phát hành đến đầu năm 2025. Nikkei, xác nhận Bloomberg, cho biết sự chậm trễ là để tránh tình trạng thiếu hụt và nạn đầu cơ. Sau khi thông tin về sự trì hoãn được công bố, cổ phiếu của Nintendo đã giảm gần sáu phần trăm. Vào tháng 8 năm 2024, GamesIndustry.biz và Eurogamer đưa tin rằng hệ máy này sẽ không được ra mắt trước tháng 4 năm 2025. Nhà phát hành trò chơi kiêm sản xuất phụ kiện Nacon dự đoán rằng hệ máy sẽ được phát hành trong năm tài chính của Nintendo bắt đầu từ tháng 4 và kết thúc vào ngày 30 tháng 9 năm 2025.

## Phần cứng

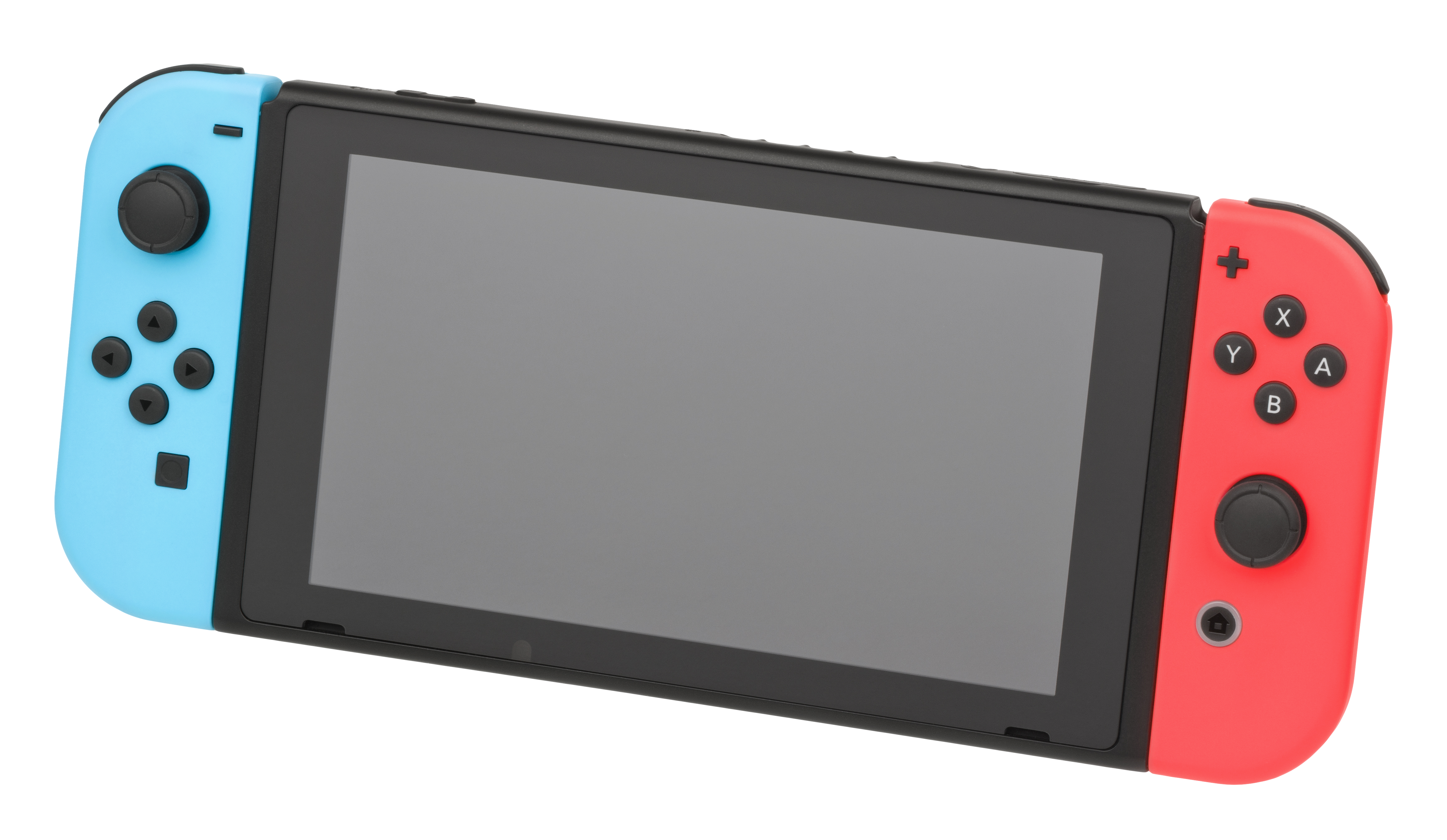
Switch 2 sẽ có thiết kế bố cục tương tự như Nintendo Switch (hình trên).

Giống như người tiền nhiệm của nó, Switch 2 là một máy chơi game lai, có thể được sử dụng như một máy chơi game cầm tay hoặc đặt vào dock cắm để kết nối với TV hoặc màn hình và hoạt động như một hệ máy máy chơi game tại gia. Thiết bị này có hình thức tương tự như Switch, bao gồm thân máy bao gồm màn hình và phần cứng chính, cùng hai thiết bị Joy-Con có thể gắn vào hai bên thiết bị chính ở chế độ cầm tay hoặc có thể giao tiếp không dây với thiết bị chính khi được gắn vào đế cắm. Ars Technica ước tính rằng Switch 2 có màn hình rộng 7,9 inch (20 cm), lớn hơn khoảng 33% so với Switch đầu tiên.
Báo cáo của VGC vào tháng 7 năm 2023  cho biết hệ máy console này ban đầu sẽ được trang bị màn hình LCD thay vì màn hình OLED để giảm chi phí. Sharp Corporation cho biết họ đã bắt đầu cung cấp các màn hình LCD Nintendo cho hệ máy console này cho Nintendo từ giữa năm 2023 và công ty phân tích công nghệ Omdia cho rằng những màn hình này có khả năng là loại màn hình 8 inch.
Chip hệ thống được cho là của máy chơi game này có tên gọi Nvidia Tegra T239 (tên mã là "Drake") đã bị rò rỉ trong cuộc tấn công ransomware Nvidia năm 2022 của Lapsus$. Chip này bao gồm một CPU ARM Cortex-A78C tám nhân, GPU Ampere với 12 Streaming Multiprocessors (SM) và giao diện bộ nhớ LPDDR5 128-bit. Email nội bộ của Activision từ vụ FTC kiện Microsoft cho thấy máy console này sẽ tương đương về mặt hiệu năng với các máy chơi game thế hệ thứ tám như PlayStation 4 và Xbox One, mặc dù có thông tin cho rằng nó hỗ trợ công nghệ siêu lấy mẫu học sâu (DLSS) của Nvidia và công nghệ dò tia giúp tạo ra đồ họa có thể so sánh với các hệ máy console gần đây hơn.
Vào ngày 18 tháng 9 năm 2024, những hình ảnh được cho là của hệ máy console đã bị rò rỉ trên Reddit, với các chi tiết khớp với các báo cáo trước đó. Vào tháng 10 năm 2024, nhà phát triển series Pokémon là Game Freak đã trở thành mục tiêu của một vụ xâm phạm dữ liệu nghiêm trọng khiến nhiều tài liệu phát triển liên quan đến series này bị lộ. Trong số đó có các thông tin đề cập đến các tựa game thế hệ thứ mười trong loạt game này và rằng chúng đang nhắm đến việc phát hành trên người kế nhiệm của Nintendo Switch, có tên mã nội bộ là "Ounce".
Vào ngày 1 tháng 1 năm 2025, các hình ảnh được cho là của bo mạch chủ hệ thống đã xuất hiện. Một người dùng trên Famiboards sau đó đã tính toán dựa trên kích thước vật lý, rằng hệ thống trên chip có khả năng được sản xuất bằng cách sử dụng nút quy trình 5 nm. Tuy nhiên, Richard Leadbetter của Digital Foundry kết luận rằng thay vì chuyển kiến trúc dựa trên Ampere sang một quy trình bán dẫn nhỏ hơn, có khả năng cao quy trình Samsung 8 nm chi phí thấp hiện tại vẫn đang được sử dụng. Mặc dù quy trình này gây khó khăn cho hiệu suất và thời lượng pin, Leadbetter tin rằng những vấn đề này có thể được giảm bớt nhờ đặc thù của nền tảng phần cứng cố định, vốn cho phép triển khai các tối ưu hóa tùy chỉnh.
Cùng với các cổng kết nối đã có trong thiết kế của Switch, bao gồm một cổng USB-C ở phía dưới (được sử dụng làm nguồn cấp điện và kết nối trong dock), một jack cắm tai nghe và khe cắm thẻ cartridge, Switch 2 bổ sung thêm một cổng USB-C thứ hai ở phía trên của thiết bị.
Các tay cầm Joy-Con mới ngoài việc lớn hơn để phù hợp với kích thước lớn hơn của console, còn được gắn vào console bằng cách bấm vào hai bên thay vì sử dụng hệ thống ray trượt như trên Switch gốc, và được tháo ra bằng một nút nhỏ trên Joy-Con, khiến một xi-lanh bên trong Joy-Con mở rộng và đẩy ra khỏi thân máy chính. Các tin đồn trong ngành cho rằng việc gắn Joy-Con vào thân máy chính là thông qua cơ chế nam châm thay vì kết nối vật lý, vốn là điều mà nhiều người đã mong muốn trong thiết kế ban đầu của Switch. Các báo cáo cho biết Joy-Con mới sẽ sử dụng cảm biến hiệu ứng Hall cho cần analog thay vì cần analog thông thường, giúp giải quyết các vấn đề "drift" (cần điều khiển bị lệch) mà các mẫu ban đầu gặp phải do bụi tích tụ trong hệ thống analog. Các nhà báo cũng lưu ý sự hiện diện của một cảm biến quang học trên Joy-Con, cùng với thiết kế lại dây đeo cổ tay có thêm một nút phía trước và các miếng đệm, nơi Joy-Con có thể lắp vào, cho thấy Joy-Con có thể được sử dụng như một con chuột máy tính. Các khả năng kết nối nam châm và chức năng chuột đã được hỗ trợ bởi nhiều bằng sáng chế mà Nintendo được cấp vào tháng 2 năm 2025 liên quan đến các chức năng này trên bộ điều khiển chơi game.

## Phần mềm

### Phân phối
Giống như phiên bản tiền nhiệm, các trò chơi dành cho Nintendo Switch 2 có thể được mua ở cả định dạng vật lý và kỹ thuật số. Trong đó, các trò chơi được phân phối vật lý được lưu trữ trên Thẻ trò chơi độc quyền có hình dáng tương tự như những thẻ được sử dụng trên Nintendo Switch. Thẻ trò chơi Nintendo Switch gốc cũng được hỗ trợ để đảm bảo tính tương thích ngược.

### Dịch vụ trực tuyến
Trong cuộc họp với các nhà đầu tư vào tháng 11 năm 2024, Nintendo đã xác nhận rằng dịch vụ Nintendo Switch Online sẽ được giữ lại trên Switch 2.

### Thư viện
Một nhà phát triển series Pokémon, Game Freak đã bị một nhóm ransomware bên thứ ba không xác định tấn công dữ liệu vào tháng 10 năm 2024. Trong số các tài liệu công khai, các kế hoạch dự án cho trò chơi Pokémon thế hệ thứ mười tiết lộ rằng chúng đang được phát triển để ra mắt đồng thời trên cả Nintendo Switch 2 và Nintendo Switch đầu tiên. Trailer giới thiệu hệ máy console vào tháng 1 năm 2025 đi kèm với những hình ảnh đầu tiên của một tựa game Mario Kart chưa được đặt tên. Thông tin được IGN báo cáo cho thấy các trò chơi Metroid Prime 4: Beyond, Pokémon Legends: ZA và Professor Layton and the New World of Steam sẽ có phiên bản nâng cấp dành cho Nintendo Switch 2, mặc dù ban đầu chúng được công bố dành cho Nintendo Switch.

### Hỗ trợ bên thứ ba
Vào tháng 1 năm 2024, một cuộc khảo sát được tiến hành tại Hội nghị Các Nhà Phát triển Game (GDC) nhằm hỏi 3.000 nhà phát triển độc lập và AAA về việc làm game cũng như các nền tảng mà họ đang tham gia. Trong số đó, 250 người cho biết họ đã và đang phát triển các trò chơi dự kiến sẽ ra mắt trên Nintendo Switch 2, 32% số người được khảo sát bày tỏ sự quan tâm đến việc phát triển cho hệ máy console này. Vào tháng 5 năm 2024, Nintendo đã công bố ý định mua lại nhà phát triển Shiver Entertainment có trụ sở tại Miami từ công ty mẹ trước đây là Embracer Group. Trong đó, Nintendo giải thích rằng thương vụ sáp nhập này giúp họ có được nguồn lực nội bộ chuyên biệt để phát triển và chuyển đổi phần mềm, đồng thời cho phép studio tiếp tục cam kết với Nintendo Switch và các nền tảng khác. Bloomberg News sau đó đưa tin rằng thương vụ mua lại nhằm tăng cường nỗ lực của Nintendo trong việc đảm bảo các tựa game từ các nhà phát triển bên thứ ba cho Nintendo Switch 2, với vai trò của Shiver là hỗ trợ các nhà phát triển bên ngoài tối ưu hóa các tựa game từ các nền tảng cạnh tranh. Vào tháng 9 năm 2024, nhà phát triển Pathea Games đã công bố My Time at Evershine, phiên bản kế thừa tinh thần của My Time at Portia (2019) và My Time at Sandrock (2023). Vào tháng 10 năm 2024, Playtonic Games thông báo bản làm lại Yooka-Replaylee sẽ được phát hành trên "các nền tảng Nintendo".
Phil Spencer của Microsoft Gaming cho biết họ sẽ hỗ trợ Switch 2 bằng cách phát hành các phiên bản chuyển đổi (port) của các trò chơi Xbox, như một phần trong chiến lược phân phối đa nền tảng của họ. Các trò chơi được nhắc đến bao gồm các phiên bản chuyển đổi của Halo: The Master Chief Collection và Microsoft Flight Simulator 2024. Trước đó, Microsoft đã ký một thỏa thuận với Nintendo để mang các phiên bản tương lai của dòng game Call of Duty lên nền tảng của Nintendo như một phần trong nỗ lực mua lại Activision Blizzard, thỏa thuận này đã trở thành ràng buộc pháp lý vào tháng 2 năm 2023.
Nhà phát hành Ubisoft bình luận rằng họ "phải lòng" máy chơi game này sau khi nó được công bố và có tin đồn rằng họ sẽ đưa Assassin's Creed Mirage và Assassin's Creed Shadows lên hệ máy này trong thời gian ra mắt. Các tựa game từ bên thứ ba khác như Final Fantasy VII Remake, Final Fantasy VII Rebirth và Metal Gear Solid Delta: Snake Eater cũng được đồn đoán sẽ phát hành trên Nintendo Switch 2.

### Khả năng tương thích ngược
Switch 2 sẽ có khả năng tương thích ngược cả về mặt vật lý và kỹ thuật số với hầu hết các trò chơi Switch, mặc dù Nintendo cho biết một số trò chơi có thể sẽ không được hỗ trợ hoặc tương thích hoàn toàn. Các tin đồn vào tháng 2 năm 2024 cho biết rằng các nhà phát triển sẽ có thể cập nhật trò chơi để tận dụng phần cứng mới. Các tay cầm Joy-Con hiện tại và Nintendo Switch Pro hiện tại dự kiến cũng sẽ tương thích với hệ máy mới.